# ميديا فيجن
ميديا فيجن (بالإنجليزية: Media.Vision)‏ (باليابانية: メディア・ビジョン)، هي شركة يابانية تهتم بصناعة وتطوير ألعاب الفيديو، أسست سنة 1993م وتقع مقرها في العاصمة اليابانية طوكيو.